# Claro
Claro is een plaats en voormalige gemeente in het Zwitserse kanton Ticino. Claro maakte deel uit van het district Riviera tot de gemeente op 1 april 2017 werd opgenomen in de gemeente Bellinzona.
Claro telt 2370 inwoners.